# Ituango

Bandeira de Ituango

Localização de Ituango, no departamento de Antioquia

Ituango é uma cidade e município da Colômbia, no departamento de Antioquia. Dista 195 quilômetros de Medellín, a capital do departamento.

## História
A história de Ituango começa com os primeiros conquistadores espanhóis que chegaram ao local, primeiro Francisco César em 1537 , e depois Juan de Badillo em 1538 (Colombo chegou à América em 1492 ). Ambos partiram de sua sede em San Sebastián de Urabá (perto do atual município de Necoclí ); cada um subiu o rio Sinú até a sua nascente, e ambos, cada um a seu tempo, entraram na região do Ituango .
Os indígenas da região de Ituango das etnias Catía e Nutabe começaram a ser apaziguados e cristianizados a partir de 1566 ,
Pouco depois chegaram a Ituango Don Gaspar de Rodas e Don Andrés de Valdivia , que escreveram a verdadeira e sangrenta história desta região.
Em 1568 , a autoridade espanhola ordenou a Don Gaspar de Rodas que fundasse uma nova cidade onde julgasse conveniente a fim de subjugar e reduzir as tribos guerreiras daquela zona de Antioquia que resistiam à conquista.
Quase simultaneamente, em 1569 , Don Andrés de Valdivia foi nomeado Governador e Capitão General das províncias de Antioquia, Ituango, Nive e Brenduco pelo Rei da Espanha .
Cumprindo suas ordens, Don Gaspar de Rodas , localizado em Santa Fe de Antioquia , publicou um convite para a fundação de "San Juan de Rodas", que contou com a presença de aventureiros de todas as colônias vizinhas e também de homens de bem.
Don Gaspar de Rodas reuniu cerca de 80 homens de armas e 500 índios. Ele visitou pela primeira vez o Vale do Norisco (perto do que é hoje o município de Frontino ); Os índios dessa região, para livrar-se dos incômodos visitantes, contaram à expedição fundadora que as riquezas estavam mais longe, em terras do Ituango . Don Gaspar de Rodas encontrou apenas empregos nesta rota, embora tenha conseguido subjugar muitas tribos e descobrir grandes populações nas margens do rio Zenú (hoje Sinú), e devido a muitas brigas com os indígenas, e embora tenha tentado, não conseguiu estabilizar a fundação de "San Juan de Rodas", povoado que passaria a se chamar assim em memória de seu próprio sobrenome. D. Gaspar começou a construir a vila que lhe perpetuaria o nome por duas vezes, mas os Catíos devastaram as nascentes vilas em ambas as ocasiões.
No final, nada restou do nome "San Juan de Rodas" senão isso: o nome e a ilusão do conquistador de ter fundado a cidade.
Enquanto isso , Don Andrés de Valdivia havia chegado da Espanha por meio de Cartagena , com altos cargos reais, incluindo o de governador. Declarou-se governador da província dos dois rios e conseguiu fundar a nova cidade confiada (onde hoje é o vale de Toledo) . Lá fundou Úbeda em homenagem à cidade onde nasceu na Espanha ). Para mantê-lo funcionando, chegaram reforços de Santa Fé de Antioquia .
Mas nessa empreitada os espanhóis maltrataram duramente os nativos, que concentraram e planejaram uma emboscada mortal contra os ibéricos em retaliação no que hoje conhecemos como a matança (perto do vale de Toledo ). Ali, em 15 de outubro de 1574 , o governador Valdivia e seus companheiros pereceram nas mãos do cacique Guarcama e seus guerreiros Nutabes. Valdivia foi assassinado com um golpe de maça pesada que estilhaçou seu crânio, junto com a índia que lhe servia de intérprete. As poucas tropas que conseguiram fugir voltaram para Santa Fé de Antioquia e se colocaram sob a proteção de Dom Gaspar de Rodas .
Don Gaspar de Rodas voltou ao Vale do Guarcama onde, fingindo amizade com os indígenas, posteriormente os puniu severamente, inclusive o Cacique Guarcama , a quem havia matado como exemplo pela morte de Valdivia e seus homens.
Don Gaspar de Rodas faria mais tarde outras fundações em Antioquia e morreria pacificamente rodeado por sua família, mas sempre com a saudade de não ter podido fundar "San Juan de Rodas". Dizem que na velhice ele contou suas aventuras e agruras pelas terras do Ituango , e que falou das montanhas que considerava as mais agrestes que conhecia, e dos índios Tuango , os mais valentes guerreiros que houve durante o domínio espanhol. conquista.
Em 1844 , data oficial da fundação pelo governador de Antioquia José María Martínez Pardo , o povoado surge com o nome de Aguada como povoado, corregedoria e vice-freguesia do distrito de Sabanalarga .
Em 1847 Ituango foi constituído distrito paroquial e erigido como município com o nome atual, advindo de vocábulos indígenas cujo significado em espanhol é "Río de Chicha".
Localizado no meio da cordilheira e atravessado pelo rio Cauca , é um município verde, um dos mais montanhosos de Antioquia e com grandes áreas de reservas naturais. Possui grande atividade comercial e devido à presença dos indígenas Catíos e às características de sua população, é comum encontrar nela uma rica diversidade cultural. Suas áreas naturais são abundantes em fauna e flora, como orquídeas .
O governo nacional, como resultado dos múltiplos deslocamentos forçados, do aumento do cultivo de coca e dos carros-bomba plantados na estrada, incluiu o município na lista de locais classificados como "zona de risco extremo".
Apesar de tudo, está em desenvolvimento um ambicioso projeto de produção de energia, que será o Pescadero-Ituango .